# Grace Under Pressure (альбом Rush)
Grace Under Pressure — десятий студійний альбом канадського рок-гурту Rush, виданий 12 квітня 1984 року на лейблі Anthem Records. Після туру в підтримку альбому Signals, який закінчився в середині 1983 року, гурт почав працювати над наступною платівкою в серпні того же самого року. Це перший студійний альбом гурту, який не був спродюсований Террі Брауном з часів дебютного альбому гурту 1974 року. На Grace Under Pressure гурт зосередився на більш синтезаторному напрямку в звучанні, який був заданий на попередній платівці. Після досить складних пошуків нового продюсера, гурт найняв Пітера Гендерсона.
Grace Under Pressure досягнув 4 місця в Канаді, 5 місця у Великій Британії та 10 місця в американському Billboard 200. Альбом заробив платиновий статус в США за один мільйон проданих копій.

## Список композицій
Автор слів Ніл Пірт, автор музики Гедді Лі і Алекс Лайфсон. 
| Перша сторона | Перша сторона                       | Перша сторона |
| #             | Назва                               | Тривалість    |
| ------------- | ----------------------------------- | ------------- |
| 1.            | «Distant Early Warning»             | 4:56          |
| 2.            | «Afterimage»                        | 5:04          |
| 3.            | «Red Sector A»                      | 5:10          |
| 4.            | «The Enemy Within» (Part I of Fear) | 4:33          |

| Друга сторна | Друга сторна         | Друга сторна |
| #            | Назва                | Тривалість   |
| ------------ | -------------------- | ------------ |
| 5.           | «The Body Electric»  | 5:00         |
| 6.           | «Kid Gloves»         | 4:18         |
| 7.           | «Red Lenses»         | 4:42         |
| 8.           | «Between the Wheels» | 5:44         |

## Учасники запису
Rush
- Гедді Лі — вокал, бас-гітара, синтезатори
- Алекс Лайфсон — гітара, синтезатори
- Ніл Пірт — ударні

Технічний персонал
- Rush і Пітер Гендерсон — продюсери
- Пітер Гендерсон — звукорежисер
- Френк Ополко і Роберт Ді Джойя — асистенти звукорежисера
- Боб Людвіг і Браян Лі — мастеринг

## Позиції в чартах

### Позиції в чартах
| Чарт (1984)     | Позиція |
| --------------- | ------- |
| Велика Британія | 5       |
| Канада          | 4       |
| Нідерланди      | 27      |
| Німеччина       | 43      |
| США             | 10      |
| Фінляндія       | 14      |
| Швеція          | 18      |